# シンプル・プラン (映画)
『シンプル・プラン』（A Simple Plan）は、1998年のアメリカ映画。スコット・B・スミスの同名小説をサム・ライミ監督が映画化した。

## ストーリー
ハンクは妊娠中の妻とともに田舎町で貧しい暮らしを送っていた。ある日、ハンクと失業中の兄・ジェイコブ、そして同じく失業中のジェイコブの友人・ルーは、墜落した自家用機の中から440万ドルの現金を発見する。この大金が自分達の未来を変えてくれると信じた三人は、現金を自分達の物にするためのシンプル・プランを立てる。

## キャスト
※括弧内は日本語吹替
- ハンク・ミッチェル - ビル・パクストン（大塚芳忠）
- サラ・ミッチェル - ブリジット・フォンダ（山像かおり）
- ジェイコブ・ミッチェル - ビリー・ボブ・ソーントン（牛山茂）
- ルー・チェンバース - ブレント・ブリスコー（塩屋浩三）
- ニール・バクスター - ゲイリー・コール（納谷六朗）
- カール・ジェンキンス保安官 - チェルシー・ロス（水野龍司）
- トム・バトラー - ジャック・ウォルシュ
- ナンシー・チェンバース - ベッキー・アン・ベイカー（梅田貴公美）
- レンキンスFBI捜査官 - ボブ・デイヴィス（大川透）
- フリーモントFBI捜査官 - ピーター・サイヴァートセン（小形満）
- ドワイト・スティーブンソン - トム・キャリー（長島雄一）

## スタッフ
- 監督：サム・ライミ
- 原作・脚本：スコット・B・スミス
- 音楽：ダニー・エルフマン
- 衣装：ジュリー・ウェイス
- 美術：パトリシア・フォン・ブランデンスタイン
- 日本語字幕：松浦美奈

## 受賞・ノミネーション
- 第71回アカデミー賞
  - ノミネート：助演男優賞、脚色賞、撮影賞
- 第25回サターン賞
  - ノミネート：アクション/アドベンチャー/スリラー映画賞
- 第4回放送映画批評家協会賞
  - 受賞：助演男優賞、脚色賞

## VHS/DVD
販売元 東宝、発売元 東北新社